# Henning Mårthans Minne
Henning Mårthans Minne är ett travlopp för femåriga varmblod som körs på Rättviks travbana i Rättvik i Dalarnas län varje år under sommaren. Loppet körs över 2 140 meter med autostart. Förstapris är 100 000 kronor.
Första upplagan av loppet kördes den 4 augusti 1997. Mellan åren 1997 och 2004 var loppet endast öppet för treåriga hästar, men ändrades därefter till femåriga hästar.

## Vinnare
| År   | Häst              | Kusk                | Tränare            | Tid    | Odds  |
| ---- | ----------------- | ------------------- | ------------------ | ------ | ----- |
| 2024 | Double Deceiver   | Örjan Kihlström     | Daniel Redén       | 1.12,2 | 1.46  |
| 2023 | Borups Victory    | Daniel Wäjersten    | Daniel Wäjersten   | 1.11,7 | 1.58  |
| 2022 | Global Badman     | Daniel Wäjersten    | Daniel Wäjersten   | 1.12,7 | 2.18  |
| 2021 | Brother Bill      | Carl Johan Jepson   | Timo Nurmos        | 1.12,3 | 3.41  |
| 2020 | Seismic Wave      | Björn Goop          | Timo Nurmos        | 1.12,3 | 1.12  |
| 2019 | Snowstorm Hanover | Stefan Melander     | Stefan Melander    | 1.12,6 | 20.23 |
| 2018 | Muscle Hustle     | Robert Bergh        | Robert Bergh       | 1.11,4 | 3.22  |
| 2017 | Readly Express    | Jorma Kontio        | Timo Nurmos        | 1.12,1 | 1.41  |
| 2016 | Explosive de Vie  | Jim Oscarsson       | Jim Oscarsson      | 1.16,0 | 2.32  |
| 2015 | Ready For More    | Ulf Ohlsson         | Reijo Liljendahl   | 1.12,8 | 2.49  |
| 2014 | Lindys Jersey Boy | Ulf Ohlsson         | Reijo Liljendahl   | 1.12.0 | 5.34  |
| 2013 | Occhione Jet      | Erik Adielsson      | Stig H. Johansson  | 1.11,9 | 1.95  |
| 2012 | Friction          | Stefan Melander     | Stefan Melander    | 1.12,9 | 1.40  |
| 2011 | Oracle            | Örjan Kihlström     | Stefan Melander    | 1.14,2 | 2.16  |
| 2010 | Rakas             | Per Lennartsson     | Per Lennartsson    | 1.12,5 | 1.49  |
| 2009 | Wellino Boko      | Erik Adielsson      | Stig H. Johansson  | 1.13,1 | 2.01  |
| 2008 | Timetosaygoodbye  | Fredrik B. Larsson  | Fredrik B. Larsson | 1.15,2 | 5.23  |
| 2007 | Jocose            | Örjan Kihlström     | Stefan Hultman     | 1.14,6 | 1.62  |
| 2006 | Order By Fax      | Per Lennartsson     | Per Lennartsson    | 1.15,1 | 1.57  |
| 2005 | Lill Adolf        | Örjan Kihlström     | Roger Walmann      | 1.14,3 | 2.50  |
| 2004 | Madison Hall      | Jyrki Tammimetsä    | Jyrki Tammimetsä   | 1.16,8 | 1.29  |
| 2003 | Du Mille Countach | Mikael J. Andersson | Åke Pettersson     | 1.14,8 | 1.49  |
| 2002 | Loppet kördes ej  | Loppet kördes ej    | Loppet kördes ej   | -      | -     |
| 2001 | Gold Chip U.S.    | Jörgen Westholm     | Jörgen Westholm    | 1.16,6 | 23.48 |
| 2000 | Foreign Currency  | Sören Lennartsson   | Sören Lennartsson  | 1.16,2 | 10.59 |
| 1999 | Dexter Frontline  | Bo Eklöf            | Magnus Skäryd      | 1.16,1 | 2.78  |
| 1998 | Peasant Crown     | Roger N. Olsson     | Roger N. Olsson    | 1.17,1 | 1.96  |
| 1997 | Lass Dick         | Örjan Kihlström     | Lotta Johansson    | 1.16,4 | 14.73 |
| 1996 | Nicaman           | Hans R. Strömberg   | Hans R. Strömberg  | 1.16,0 | 27.22 |
| 1995 | Ultimo Laday      | Olle Goop           | Olle Goop          | 1.16,8 | 3.60  |
| 1994 | Chicago Kid       | John Dahlman        |                    |        |       |
| 1993 | Petit Aubiose     | Tommy Eriksson      |                    |        |       |
| 1992 | Countess Hill     | Örjan Kihlström     |                    |        |       |
| 1991 | Bay Crown         | Jan I. Jönsson      |                    |        |       |
| 1990 | Sudden Justin     | Hans R. Strömberg   |                    |        |       |
| 1989 | Persos Messy      | Kenneth Karlmats    |                    |        |       |
| 1988 | Dino Bowler       | Åke Sundberg        |                    |        |       |
| 1987 | Pål Frelinge      | Kjell Eriksson      |                    |        |       |
| 1986 | King Year         | Hans R. Strömberg   |                    |        |       |
| 1985 | Loppet kördes ej  | Loppet kördes ej    |                    |        |       |
| 1984 | Fashion Clip      | Leif Witasp         |                    |        |       |
| 1983 | Frosted Lisa      | Sven-Erik Karlsson  |                    |        |       |
| 1982 | Trophy Tib        | Kenneth Karlmats    |                    |        |       |
| 1981 | Alfonso           | John Dahlman        |                    |        |       |
| 1980 | Courtesan L.S.T.  | Lars Grew           |                    |        |       |
| 1979 | Yvora             | Anders L. Lundin    |                    |        |       |
| 1978 | Pearl Limit       | Bert Adolfsson      |                    |        |       |
| 1977 | Clubert           | Björn Linder        |                    |        |       |
| 1976 | Raket Skotch      | L. E. Andersson     |                    |        |       |
| 1975 | Monilo            | Ivar Kihlström      |                    |        |       |
| 1974 | Train Girl        | Jim Frick           |                    |        |       |
| 1973 | Inter Håleryd     | Lars Eriksson       |                    |        |       |
| 1972 | Frances Carola    | Ingemar Olofsson    |                    |        |       |
| 1971 | Moontime          | Börje Kilström      |                    |        |       |